# سلسلة قصص شارلوك هولمز
سلسلة قصص شارلوك هولمز هي واحدة من أشهر السلاسل الأدبية البوليسية في العالم والتي هي من تأليف السير آرثر كونان دويل،وبطولة المحقق شرلوك هولمز،دكتور جون واطسون،وجيمس مورياترتي. وتتألف هذه السلسلة من أربع قصص طويلة و اربعة وخمسين قصة قصيرة تم نشر القصة الأولى من قصص شرلوك هولمز بعنوان دراسة في اللون القرمزي أو (الدراسة القرمزية) في بريطانيا عام 1887م.

## تاريخ السلسلة
في البداية لم تنجح القصة الأولى كثيراً في بريطانيا ولكنها حققت نجاحاً معتدلاً في الولايات المتحدة. وبعدها نشر دويل القصة الطويلة الثانية وهي (العلامة الاربعة)التي نشرت عام 1890 وشتهرت شخصية شيرلوك هولمز في بريطانيا وأمريكا على السواء وفي سنة التالية (1891) بدأ نشر مجموعة ((مغامرات شيرلوك هولمز)) في حلقات شهرية في مجلة ((ستراند)) بدءًا بقصة ((فضيحة في بوهيميا)) التي ظهرت في عدد تموز،فقوبلت هذه القصة بنجاحاً كبير غير مسبوق في تاريخ الصحافة البرطانية،ودخلت هذه الشخصية ((شيرلوك هولمز)) التاريخ من أوسع أبوابه حيث صار حديث المجتمع وشغل الناس في أنحاء البلاد. وقد بلغ عدد القصص سلسلة ((مغامرات شيرلوك هولمز)) اثنتي عشرة قصة آخرها كانت (( منزل الأشجار النحاسية)) التي نشرت في عدد حزيران من عام 1892.ثم ظهرت سلسلة ((مذكرات شيرلوك هولمز)) التي نشرت أيضا في اثنتي عشرة قصة صدر أولها في كانون الاول عام 1892،ويبدو أن دويل بدأ يمل من كتابة هولمز،ولذلك قتلة دويل هولمز في آخر قصة من هذه المجموعة في معركة جمعت هولمز والبروفسور جيمس موريارتي عند شلالات رايشنباخ في سويسرا وقد نشرت هذه القصة في كانون الأول من عام 1893بعنوان ((المشكلة الاخيرة)). وبعد هذه القصة ثار جمهور هولمز عليه ونهالت عليه ألوف الخطابات تستنكر عمله وخسرت المجلة على أثر ذلك عشرين ألف اشتراك،ولكن دويل بقي متمسكاً بموقفه وبعد الإلحاح الطويل وافق دويل على تكملت السلسلة فأعده إلى العمل في قصة ((مغامرة المنزل الفارغ)) التي نشرت في مجلة ((ستراند)) في تشرين الأول عام 1903.وعاد شيرلوك هولمز إلى الاضواء مرة أخرى؛فقد تبين أن هولمز لم يقتل على الإطلاق،وفي تلك القصة ((مغامرة المنزل الفارغ)) كيف نجا هولمز من الموت بأعجوبة وقد أثرت عودة شيرلوك هولمز في مجلة ((ستراند)) في بريطانيا ومجلة ((كوليرز)) في أمريكا مبيعات غير مسبوقة.واستمر نشر سلسلة ((عودة شيرلوك هولمز)) التي بلغ عدد حلقاتها اثنتا عشرة حلقة حتى كانون الأول 1904.وكان قد نشر قبلها ثالث قصة طويلة بعنوان ((كلب عائلة باسكرفيل))وقد استمر نشر حلقاتها من آب 1901 إلى نيسان 1902 وهي أشهر قصص شيرلوك هولمز على الاطلاق.وبعدها صدرت سلسلة ((الظهور الأخير)) التي تضم سبع قصص نشرت على حلقات متباعدة بين أيلول 1908وكانون الأول 1913.ثم القصة الطويلة الرابعة ((وادي الخوف))التي نشرت من أيلول 1914 إلى أيار 1915،وهي أعظم قصة من قصص شرلوك هولمز كما يقولوا النقاد. وأخيراً سلسلة ((قضايا شيرلوك هولمز)) التي نشرت من تشرين الأول 1921 إلى نيسان 1927 أي بعد أربعين سنة تماماً من صدور أولى قصص شيرلوك هولمز وكانت عدد حلقاتها ثلاث عشرة حلقة.وبعد ثلاثة سنوات أي 1930 توفى السير آرثر كونان دويل وترك خلفه واحدة من أعظم السلاسل الأدبية بنسبة لنقاد((سلسلة شيرلوك هولمز)).

## قصص شيرلوك هولمز حسب ترتيب صدورها في المجلة الأصلية
1. دراسة في لون القرمزي. (الدراسة القرمزية)
2. العلامة الأربعة.

#### مغامرات شرلوك هولمز
1. فضيحة في بوهيميا.
2. قضية هوية
3. عصبة ذوي الشعر الأحمر
4. لغز وادي بوسكومب.
5. بذور البرتقال الخمس.
6. الرجل ذو الشفة الملتوية.
7. مغامرة الجوهرة الزرقاء.
8. لغز العصابة الرقطاء.
9. مغامرة إبهام المهندس.
10. مغامرة النبيل الأعزب.
11. مغامرة تاج الزمرد.
12. منزل الأشجار النحاسية.

#### مذكرات شرلوك هولمز
1. ذو الغرة الفضية.
2. لغز الطرد البريدي.
3. لغز الوجه الأصفر.
4. مغامرة موظف البورصة.
5. سفينة غلوريا سكوت.
6. وصية عائلة موسغريف.
7. لغز بلدة ريغيت.
8. مغامرة الرجل الأحدب.
9. لغز المريض المقيم.
10. مغامرة المترجم اليوناني.
11. وثائق المعاهدة البحرية.
12. المشكلة الأخيرة.

3.كلب عائلة باسكرفيل.

#### عودة شرلوك هولمز
1. مغامرة المنزل الفارغ.
2. مغامرة بناء نوروود.
3. مغامرة الرجال الراقصين.
4. مغامرة راكبة الدراجة في الطريق المهجور.
5. مغامرة مدرسة الرهبان.
6. مغامرة بيتر الأسود.
7. مغامرة تشارلز أوجستس ميلفيرتون.
8. مغامرة تماثيل نابليون الستة.
9. مغامرة الطلاب الثلاثة.
10. مغامرة نظارة الأنف الذهبية.
11. مغامرة لاعب الرجبي المختفي.
12. مغامرة منزل آبي جرينج.

#### الظهور الأخير
1. مغامرة البقعة الثانية.
2. مغامرة منزل ويستيريا.
3. سرقة تصميمات الغواصة.
4. مغامرة قدم الشيطان.
5. مغامرة الدائرة الحمراء.
6. اختفاء السيدة فرنسيس كارفاكس.
7. مغامرة المحقق المحتضر.

4. وادي الخوف.

#### قضايا شرلوك هولمز
1. مغامرة جوهرة التاج.
2. قضية جسر ثور.
3. مغامرة الرجل الزاحف.
4. لغز مصاصة الدماء.
5. مغامرة ثلاثة رجال يحملون اللقب جاريديب.
6. مغامرة العميل المرموق.
7. مغامرة المنزل ذي الأسقفِ المُحدَّبة الثلاثة.
8. مغامرة الجندي الشاحب.
9. مغامرة لُبْدة الأسد.
10. مغامرة رجل الطلاء المتقاعد.
11. مغامرة النزيلة الملثمة.
12. مغامرة شوسكوم أولد بليس.
13. قوسه الاخير.